# Copa da Ásia de Futebol Feminino de 2001
A Copa da Ásia de Futebol Feminino de 2001 foi uma competição organizada pela Confederação Asiática de Futebol (AFC) entre 4 e 16 de Dezembro. Sendo a 13ª edição do torneio.

## Selecções qualificadas
| - Índia - Malásia - Taipé Chinês - Tailândia - Coreia do Sul | - Japão - Coreia do Norte - Singapura - Guam - Vietnã | - China - Uzbequistão - Hong Kong - Filipinas |

## Formato do torneio
As catorze equipas qualificadas foram divididas em 3 grupos (dois grupos de 5 equipas, e um de 4 equipas). Para as fases finais passavam as vencedores de cada um dos grupos e a melhor segundo classificada.

## Fase de grupos

### Grupo A
| Selecção      | J | V | E | D | GM | GS | Pts |
| ------------- | - | - | - | - | -- | -- | --- |
| Coreia do Sul | 4 | 4 | 0 | 0 | 15 | 0  | 12  |
| Taipé Chinês  | 4 | 3 | 0 | 1 | 24 | 1  | 9   |
| Tailândia     | 4 | 2 | 0 | 2 | 5  | 9  | 6   |
| Índia         | 4 | 1 | 0 | 3 | 3  | 13 | 3   |
| Malásia       | 4 | 0 | 0 | 4 | 0  | 24 | 0   |

| 4 de Dezembro de 2001 | Taipé Chinês | 14 – 0 | Malásia |  |
|                       |              |        |         |  |

| 4 de Dezembro de 2001 | Índia | 0 – 7 | Coreia do Sul |  |
|                       |       |       |               |  |

| 6 de Dezembro de 2001 | Malásia | 0 – 4 | Tailândia |  |
|                       |         |       |           |  |

| 6 de Dezembro de 2001 | Taipé Chinês | 5 – 0 | Índia |  |
|                       |              |       |       |  |

| 8 de Dezembro de 2001 | Malásia | 0 – 3 | Coreia do Sul |  |
|                       |         |       |               |  |

| 8 de Dezembro de 2001 | Taipé Chinês | 5 – 0 | Tailândia |  |
|                       |              |       |           |  |

| 10 de Dezembro de 2001 | Índia | 0 – 1 | Tailândia |  |
|                        |       |       |           |  |

| 10 de Dezembro de 2001 | Taipé Chinês | 0 – 1 | Coreia do Sul |  |
|                        |              |       |               |  |

| 12 de Dezembro de 2001 | Coreia do Sul | 4 – 0 | Tailândia |  |
|                        |               |       |           |  |

| 12 de Dezembro de 2001 | Índia | 3 – 0 | Malásia |  |
|                        |       |       |         |  |

### Grupo B
| Selecção        | J | V | E | D | GM | GS | Pts |
| --------------- | - | - | - | - | -- | -- | --- |
| Coreia do Norte | 4 | 4 | 0 | 0 | 48 | 0  | 12  |
| Japão           | 4 | 3 | 0 | 1 | 28 | 2  | 9   |
| Vietnã          | 4 | 2 | 0 | 2 | 11 | 7  | 6   |
| Singapura       | 4 | 1 | 0 | 3 | 2  | 47 | 3   |
| Guam            | 4 | 0 | 0 | 4 | 1  | 34 | 0   |

| 4 de Dezembro de 2001 | Singapura | 0 – 14 | Japão |  |
|                       |           |        |       |  |

| 4 de Dezembro de 2001 | Coreia do Norte | 19 – 0 | Guam |  |
|                       |                 |        |      |  |

| 6 de Dezembro de 2001 | Guam | 0 – 2 | Vietnã |  |
|                       |      |       |        |  |

| 6 de Dezembro de 2001 | Coreia do Norte | 24 – 0 | Singapura |  |
|                       |                 |        |           |  |

| 8 de Dezembro de 2001 | Guam | 0 – 11 | Japão |  |
|                       |      |        |       |  |

| 8 de Dezembro de 2001 | Coreia do Norte | 4 – 0 | Vietnã |  |
|                       |                 |       |        |  |

| 10 de Dezembro de 2001 | Singapura | 0 – 8 | Vietnã |  |
|                        |           |       |        |  |

| 10 de Dezembro de 2001 | Coreia do Norte | 1 – 0 | Japão |  |
|                        |                 |       |       |  |

| 12 de Dezembro de 2001 | Japão | 3 – 1 | Vietnã |  |
|                        |       |       |        |  |

| 12 de Dezembro de 2001 | Guam | 1 – 2 | Singapura |  |
|                        |      |       |           |  |

### Grupo C
| Selecção    | J | V | E | D | GM | GS | Pts |
| ----------- | - | - | - | - | -- | -- | --- |
| China       | 3 | 3 | 0 | 0 | 31 | 0  | 9   |
| Uzbequistão | 3 | 2 | 0 | 1 | 9  | 11 | 6   |
| Hong Kong   | 3 | 1 | 0 | 2 | 2  | 15 | 3   |
| Filipinas   | 3 | 0 | 0 | 3 | 1  | 17 | 0   |

| 5 de Dezembro de 2001 | Uzbequistão | 5 – 0 | Filipinas |  |
|                       |             |       |           |  |

| 5 de Dezembro de 2001 | China | 10 – 0 | Hong Kong |  |
|                       |       |        |           |  |

| 7 de Dezembro de 2001 | Hong Kong | 2 – 1 | Filipinas |  |
|                       |           |       |           |  |

| 7 de Dezembro de 2001 | China | 11 – 0 | Uzbequistão |  |
|                       |       |        |             |  |

| 9 de Dezembro de 2001 | Hong Kong | 0 – 4 | Uzbequistão |  |
|                       |           |       |             |  |

| 9 de Dezembro de 2001 | China | 10 – 0 | Filipinas |  |
|                       |       |        |           |  |

## Fases finais
|  | Semifinais      | Semifinais     |   |                | Final           | Final |  |
|  |                 |                |   |                |                 |       |  |
|  | 14 de Dezembro  |                |   |                |                 |       |  |
|  | Coreia do Norte | 1              |   |                |                 |       |  |
|  | Japão           | 2              |   |                |                 |       |  |
|  |                 |                |   |                |                 |       |  |
|  |                 |                |   |                | 16 de Dezembro  |       |  |
|  |                 |                |   |                | Coreia do Norte | 2     |  |
|  |                 | Japão          | 0 |                |                 |       |  |
|  |                 |                |   |                |                 |       |  |
|  |                 |                |   |                |                 |       |  |
|  |                 |                |   |                | Terceiro lugar  |       |  |
|  | 14 de Dezembro  | 14 de Dezembro |   | 16 de Dezembro | 16 de Dezembro  |       |  |
|  | Coreia do Sul   | 3              |   | China          | 8               |       |  |
|  | China           | 1              |   |                | Coreia do Sul   | 0     |  |

### Semifinais
| 14 de Dezembro de 2001 | Coreia do Norte | 1 – 2 | Japão | Yunlin County Stadium, Dounan             |
|                        |                 |       |       | Público: 4,000 Árbitro: Pannipar Kamnueng |

| 14 de Dezembro de 2001 | Coreia do Sul | 3 – 1 | China | Taipei County Stadium, Taipei County |
|                        |               |       |       | Público: 1,000 Árbitro: Anna De Toni |

### Terceiro lugar
| 16 de Dezembro de 2001 | Coreia do Sul | 0 – 8 | China                                                       | Taipei County Stadium, Taipei County |
|                        |               |       | Pu Wei 5' 87' · Bai Lili 14' 20' 60' 63' · Han Duan 89' 90' | Público: 1,000 Árbitro: Tammy Ogston |

### Final
| 16 de Dezembro de 2001 | Coreia do Norte            | 2 – 0 | Japão | Yunlin County Stadium, Dounan       |
|                        | Kum Suk 68' · Un Gyong 75' |       |       | Público: 4,000 Árbitro: Mayumi Oiwa |

## Premiações

### Campeãs
| Copa da Ásia de Futebol Feminino 2001 |
| ------------------------------------- |
| CÓREIA DO NORTE Campeãs (1º título)   |